# اوغلان قلعه‌سی
اوغلان قلعه‌سی مربوط به هزاره اول قبل از میلاد - سده‌های اولیه دوران‌های تاریخی پس از اسلام است و در شهرستان میانه، بخش مرکزی، دهستان شیخ‌درآباد، ۲ کیلومتری شرق روستای شیخ‌درآباد واقع شده و این اثر در تاریخ ۱۵ اسفند ۱۳۸۵ با شمارهٔ ثبت ۱۷۹۲۶ به‌عنوان یکی از آثار ملی ایران به ثبت رسیده‌است.